# Robert Cialdini

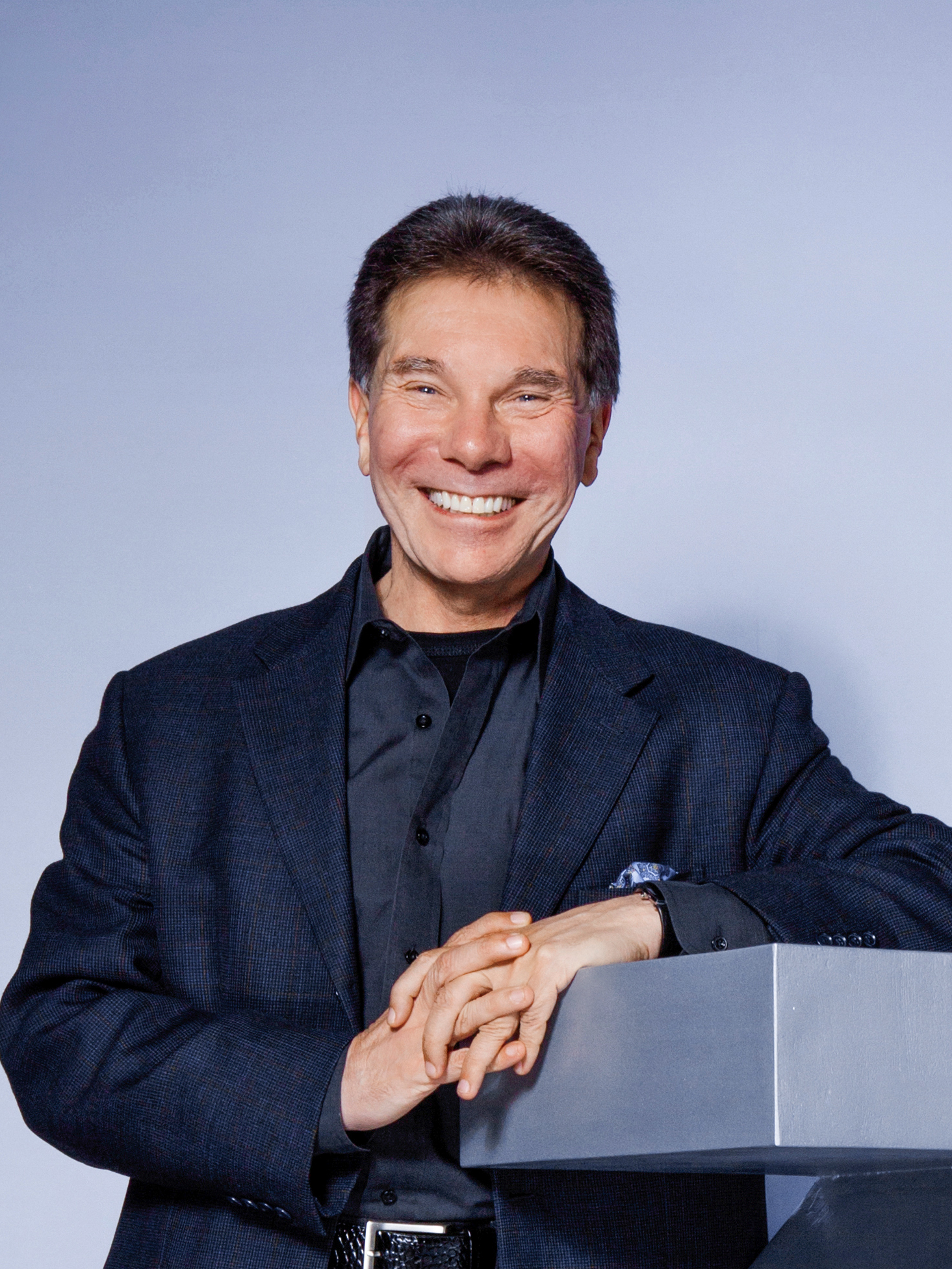
Robert Cialdini bij ZURICH.MINDS (2012)

Robert Beno Cialdini (geboren 27 april, 1945) is oud-hoogleraar psychologie en marketing aan de Arizona State University en de Stanford-universiteit. Hij kreeg vooral bekendheid door één boek Influence: The Psychology of Persuasion (Invloed, theorie en praktijk) uit 1984. Hiervan zijn er al meer dan drie miljoen exemplaren verkocht en het is in dertig talen verschenen. Nog steeds geeft hij in tal van landen lezingen over de verschillende methodes, waarmee je anderen kunt overtuigen en beïnvloeden. Op dit terrein is hij de meest geciteerde sociaal psycholoog ter wereld.

Van zijn hand verschenen nog twee boeken:Yes! 50 Scientifically Proven Ways to Be Persuasive en The Small BIG: Small changes that spark a big influence (klein GROOT - De overtuigingskracht van het detail).